# Daryl van Mieghem
Daryl van Mieghem (Ámsterdam, Países Bajos, 5 de diciembre de 1989) es un futbolista neerlandés que juega de delantero en el ADO La Haya de la Eerste Divisie.

## Trayectoria

### AFC
Nació en Ámsterdam. Comenzó su carrera en las categorías inferiores del AFC y realizó dos pruebas con el Ajax de Ámsterdam, pero no fue admitido en su famosa cantera. En su lugar, pasó por el FC Utrecht antes de regresar al AFC en sus últimos años de fútbol juvenil. A los 19 años se incorporó al primer equipo, y en su segunda temporada ganó el título de la Hoofdklasse y consiguió el ascenso a la Topklasse con la AFC. Tras disputar 21 partidos y marcar seis goles en su primera temporada en esa categoría, atrajo el interés de varios clubes profesionales.

### Heracles Almelo
Después de las pruebas con el club de la Bundesliga alemana Werder Bremen y el club de la Eredivisie Heracles Almelo, finalmente firmó un contrato de dos años con este último el 14 de julio de 2011. Debutó en la Eredivisie el 22 de enero de 2012 como sustituto de Marko Vejinović en la derrota a domicilio por 2-1 ante el F. C. Groningen.

### SC Telstar Velsen
Después de haber aparecido sobre todo como suplente durante sus dos temporadas en el Heracles Almelo, firmó un contrato de un año con el club de la Eerste Divisie, el SC Telstar Velsen, el 3 de julio de 2013. Al firmar, declaró que "sólo quería tiempo de juego" y que esto era posible con Telstar. El 4 de octubre de 2013, marcó su primer gol con el Telstar en una derrota por 4-3 ante el FC Dordrecht. Creció hasta convertirse en titular bajo el mando del entrenador jefe Marcel Keizer y tuvo una gran temporada con 8 goles y múltiples asistencias.

### Excelsior Rotterdam
Fue fichado por el Excelsior Rotterdam el 24 de abril de 2014, tras impresionar durante su temporada en el SC Telstar Velsen. Firmó un contrato de dos años con el club de Kralingen. Debutó con el club el 9 de agosto, ya que fue titular en el empate 1-1 contra el NAC Breda. Fue sustituido por Lars Hutten en el minuto 76.
Durante sus dos temporadas en el Excelsior de Rotterdam disputó 59 partidos en los que marcó 8 goles y dio 7 asistencias.

### Regreso al Heracles
En marzo de 2016 se anunció que volvería al Heracles Almelo con un contrato de dos años a partir del 1 de julio de 2016. El 4 de agosto de 2021, debutó con el club -así como en Europa- como suplente en la segunda parte del empate a domicilio 0-0 contra el Primeira Liga portugués F. C. Arouca en la tercera ronda de clasificación de la Liga Europa de la UEFA 2016-17.
Unos días más tarde debutó en la primera jornada de liga en un empate a domicilio contra el Roda JC Kerkrade, entrando como suplente en el minuto 79 por Brahim Darri. Principalmente suplente durante sus primeros partidos, fue titular por primera vez el 18 de septiembre en la derrota por 2-0 en casa ante el Ajax. En su segunda etapa en el Heracles Almelo no impresionó, y tuvo dificultades para ganarse un puesto de titular en la banda, ya que Darri, Jaroslav Navrátil y Brandley Kuwas eran las opciones preferidas por el entrenador John Stegeman. El 18 de diciembre marcó su primer gol en la victoria por 3-0 contra el PEC Zwolle tras entrar como suplente de un Darri lesionado en la primera parte.

### De Graafschap Doetinchem
Disputó 12 partidos en total con el Heracles, en los que marcó dos goles, antes de ser enviado a préstamo al De Graafschap Doetinchem durante seis meses en enero de 2017. Tras el fichaje, el director general del Heracles, Nico-Jan Hoogma, declaró: "Daryl tiene que jugar semanalmente a su edad y eso es posible en De Graafschap Doetinchem. Por supuesto que seguiremos de cerca a Daryl, le deseamos la mejor de las suertes". Debutó con el club el 3 de febrero de 2017 como titular en la derrota por 4-1 ante el VVV-Venlo a domicilio en el Stadion De Koel. El 3 de marzo, marcó su primer gol en la victoria por 2-1 contra el NAC Breda tras una asistencia de Bryan Smeets después de haber entrado en la segunda parte en sustitución de Anthony van den Hurk. En el De Graafschap Doetinchem, sólo jugó dos veces como titular en seis meses. Sin embargo, tuvo un impacto con tres goles en 14 apariciones totales.
El 18 de julio de 2017, su contrato de préstamo con De Graafschap Doetinchem se prolongó una temporada más. Su segunda temporada en el club fue un éxito, con un total de 43 partidos -de los cuales 41 fueron como titular- en los que marcó 18 goles y dio 16 asistencias. El De Graafschap Doetinchem consiguió el ascenso a la Eredivisie tras vencer al Almere City FC en la final de los play-offs de ascenso por un resultado global de 3-2. A pesar de sus actuaciones en la Eerste Divisie, el Heracles Almelo no quiso prolongar su contrato, que expiraba.
El 6 de junio de 2018 firmó un contrato permanente de un año con De Graafschap Doetinchem después de que su contrato con el Heracles Almelo expirara. En la Eredivisie, fue inicialmente titular, pero perdió su puesto en la alineación durante la segunda mitad de la temporada en favor de Furdjel Narsingh y del futuro jugador juvenil Delano Burgzorg. Al final de la temporada, el club sufrió el descenso a la Eredivisie, ya que disputó 35 partidos en los que marcó un gol.
El 19 de junio de 2019 firmó una extensión de contrato por una temporada, manteniéndolo en el De Graafschap Doetinchem hasta 2020. Este contrato se prorrogó una temporada más en abril de 2020. Fue titular durante las temporadas 2019-20 y 2020-21 en el De Graafschap Doetinchem, destacando especialmente en esta última temporada con 38 partidos y 11 goles.

### FC Volendam
El 5 de junio de 2021 firmó un contrato de dos años con el FC Volendam de la Eerste Divisie. Se había convertido en un agente libre con su antiguo club De Graafschap, a pesar de los intentos del gerente Mike Snoei de firmar con él otra extensión. Tuvo un buen comienzo de temporada, con cinco goles en cinco partidos de liga.

## Estilo de juego
Apodado Mipmip en su juventud por el entrenador Cor ten Bosch en referencia al personaje del Correcaminos de los Looney Tunes, es conocido por su velocidad y su capacidad de regate. Es zurdo, y cuando se despliega en la banda derecha utiliza su velocidad y su habilidad para regatear a los defensores hasta que encuentra el espacio para intentar marcar.

## Estadísticas

### Clubes
Actualizado al último partido disputado el 8 de noviembre de 2024.
| Club                                    | Div.          | Temporada     | Liga  | Liga  | Liga   | Copas nacionales | Copas nacionales | Copas nacionales | Copas internacionales | Copas internacionales | Copas internacionales | Total | Total | Total  |
| Club                                    | Div.          | Temporada     | Part. | Goles | Asist. | Part.            | Goles            | Asist.           | Part.                 | Goles                 | Asist.                | Part. | Goles | Asist. |
| --------------------------------------- | ------------- | ------------- | ----- | ----- | ------ | ---------------- | ---------------- | ---------------- | --------------------- | --------------------- | --------------------- | ----- | ----- | ------ |
| AFC · Países Bajos                      | 3.ª           | 2010-11       | 20    | 4     | 0      | 1                | 0                | 0                | —                     | —                     | —                     | 21    | 4     | 0      |
| AFC · Países Bajos                      | Total club    | Total club    | 20    | 4     | 0      | 1                | 0                | 0                | 0                     | 0                     | 0                     | 21    | 4     | 0      |
| Heracles Almelo · Países Bajos          | 1.ª           | 2011-12       | 5     | 0     | 0      | 0                | 0                | 0                | —                     | —                     | —                     | 5     | 0     | 0      |
| Heracles Almelo · Países Bajos          | 1.ª           | 2012-13       | 2     | 0     | 0      | 1                | 0                | 0                | —                     | —                     | —                     | 3     | 0     | 0      |
| Heracles Almelo · Países Bajos          | Total club    | Total club    | 7     | 0     | 0      | 1                | 0                | 0                | 0                     | 0                     | 0                     | 8     | 0     | 0      |
| SC Telstar Velsen · Países Bajos        | 2.ª           | 2013-14       | 29    | 8     | 4      | 0                | 0                | 0                | —                     | —                     | —                     | 29    | 8     | 4      |
| SC Telstar Velsen · Países Bajos        | Total club    | Total club    | 29    | 8     | 4      | 0                | 0                | 0                | 0                     | 0                     | 0                     | 29    | 8     | 4      |
| Excelsior Rotterdam · Países Bajos      | 1.ª           | 2014-15       | 25    | 2     | 4      | 4                | 2                | 1                | —                     | —                     | —                     | 29    | 4     | 5      |
| Excelsior Rotterdam · Países Bajos      | 1.ª           | 2015-16       | 29    | 3     | 2      | 1                | 1                | 0                | —                     | —                     | —                     | 30    | 4     | 2      |
| Excelsior Rotterdam · Países Bajos      | Total club    | Total club    | 54    | 5     | 6      | 5                | 3                | 1                | 0                     | 0                     | 0                     | 59    | 8     | 7      |
| Heracles Almelo · Países Bajos          | 1.ª           | 2016-17       | 9     | 2     | 0      | 3                | 0                | 0                | 1                     | 0                     | 0                     | 13    | 2     | 0      |
| Heracles Almelo · Países Bajos          | Total club    | Total club    | 9     | 2     | 0      | 3                | 0                | 0                | 1                     | 0                     | 0                     | 13    | 2     | 0      |
| De Graafschap Doetinchem · Países Bajos | 2.ª           | 2016-17       | 14    | 3     | 1      | 0                | 0                | 0                | —                     | —                     | —                     | 14    | 3     | 1      |
| De Graafschap Doetinchem · Países Bajos | 2.ª           | 2017-18       | 42    | 18    | 15     | 1                | 0                | 1                | —                     | —                     | —                     | 43    | 18    | 16     |
| De Graafschap Doetinchem · Países Bajos | 2.ª           | 2018-19       | 35    | 1     | 1      | 2                | 0                | 1                | —                     | —                     | —                     | 37    | 1     | 2      |
| De Graafschap Doetinchem · Países Bajos | 2.ª           | 2019-20       | 21    | 9     | 5      | 1                | 0                | 0                | —                     | —                     | —                     | 22    | 9     | 5      |
| De Graafschap Doetinchem · Países Bajos | 2.ª           | 2020-21       | 36    | 10    | 8      | 2                | 0                | 1                | —                     | —                     | —                     | 38    | 10    | 9      |
| De Graafschap Doetinchem · Países Bajos | Total club    | Total club    | 148   | 41    | 30     | 6                | 0                | 3                | 0                     | 0                     | 0                     | 154   | 41    | 33     |
| FC Volendam · Países Bajos              | 2.ª           | 2021-22       | 37    | 11    | 14     | 1                | 0                | 0                | —                     | —                     | —                     | 38    | 11    | 14     |
| FC Volendam · Países Bajos              | 1.ª           | 2022-23       | 30    | 8     | 3      | 1                | 0                | 1                | —                     | —                     | —                     | 31    | 8     | 4      |
| FC Volendam · Países Bajos              | 1.ª           | 2023-24       | 2     | 1     | 0      | 0                | 0                | 0                | —                     | —                     | —                     | 2     | 1     | 0      |
| FC Volendam · Países Bajos              | Total club    | Total club    | 69    | 20    | 17     | 2                | 0                | 1                | 0                     | 0                     | 0                     | 71    | 20    | 18     |
| ADO La Haya · Países Bajos              | 2.ª           | 2023-24       | 40    | 9     | 16     | 4                | 1                | 0                | ―                     | ―                     | ―                     | 44    | 10    | 16     |
| ADO La Haya · Países Bajos              | 2.ª           | 2024-25       | 14    | 5     | 3      | 1                | 0                | 0                | ―                     | ―                     | ―                     | 15    | 5     | 3      |
| ADO La Haya · Países Bajos              | Total club    | Total club    | 54    | 14    | 19     | 5                | 1                | 0                | 0                     | 0                     | 0                     | 59    | 15    | 19     |
| Total carrera                           | Total carrera | Total carrera | 380   | 94    | 76     | 23               | 4                | 5                | 1                     | 0                     | 0                     | 404   | 98    | 81     |

## Palmarés
AFC
- Hoofdklasse: 2009-10[38]